# Constitución de la Provincia de Santa Fe

Portada del Diario de Sesiones.

La Constitución de la Provincia de Santa Fe es la norma fundamental de la Provincia de Santa Fe, sancionada el 14 de abril de 1962, la cual se basa en la Constitución Nacional y establece el ejercicio de sus instituciones, asegurando la administración de justicia, el régimen municipal y la educación primaria.

## Historia

### Estatuto provincial de 1819
El 23 de julio de 1818, Estanislao López entró a la ciudad de Santa Fe y asumió como gobernador de hecho, ya que Mariano Vera fue depuesto por sus antiguos aliados. López comprendió que la provincia necesitaba una organización jurídica que asegurara a cada habitante sus derechos y garantías, como así también estableciera sus obligaciones dentro de la vida sociopolítica. Concibió también que era necesario precisar las obligaciones de la autoridad y evitar la discrecionalidad y arbitrariedad en los actos de gobierno. 
Por eso, se redactó un estatuto, que más tarde sería aprobado el 26 de agosto de 1819 por el Cabildo de Santa Fe. El estatuto establecía el sistema republicano representativo como forma de gobierno. La cláusula fundamental radicaba en el artículo 19, que instituyó
por primera vez el voto directo del pueblo para la elección de 
gobernador.
Estaba dividido en nueve secciones, con 59 artículos: 
- La Sección Primera se refería a la religión, siendo esta la religión católica apostólica romana la tomada por la provincia.
- La Sección Segunda trata de la ciudadanía, enfatizando que "Todo americano es ciudadano de la provincia...".
- La Sección Tercera habla de la representación del pueblo en el gobierno, destacando el concepto republicano y de soberanía popular.
- La Sección Cuarta se refiere al Poder Ejecutivo y está dividida en tres partes:
  - "Quien lo ejerce, duración, etc."
  - "Forma de su elección"
  - "Sus facultades"
- La Sección Quinta habla del Cabildo y de sus funciones, entre las que esta la de reemplazar al gobernador en caso de ausencia.
- La Sección Sexta se refiere a la administración de la justicia.
- La Sección Séptima establece la Junta de Hacienda.
- La Sección Octava se titula "Seguridad Individual" y legisla once artículos dedicados a las garantías individuales.
- La Sección Novena contiene disposiciones de carácter general.

Esta fue la primera Constitución provincial en Argentina, y la primera Carta Magna firmada en el país. Este Estatuto de 1819 estuvo en vigencia hasta el año 1841, cuando la Junta de Representantes de la Provincia de Santa Fe sancionó una nueva constitución para la provincia.

### Constitución de 1841
Tras la muerte de Estanislao López, el 15 de junio de 1838, subió al gobierno su secretario y mano derecha, Domingo Cullen, quien pacta con franceses, tras que es derrotado por Juan Pablo López, teniendo que escapar a Santiago del Estero, siendo protegido por un tiempo por su gobernador. Ante la presión de Rosas, es mandado engrillado por los santiagueños y ejecutado por tropas de Buenos Aires. Rápidamente, López se abocó a un gobierno leal al gobierno de Buenos Aires. Por eso, sancionó una nueva Constitución, el 17 de julio de 1841, de carácter más moderno, al estilo de las otras provincias, recibiendo además influencia de las constituciones nacionales de 1819 y 1826.
Tanto por su contenido normativo como por su estructura formal se la define como un gran avance. Fue sancionada mediante la intervención de la Junta de Representantes, presidida por José de Amenábar.

### Constitución de 1856
Con la aprobación, el 1 de mayo de 1853, de la Constitución Argentina, cada provincia tuvo que dejar sus constituciones atrás y dictar una nueva constitución conforme a la nacional. La Sala Constituyente de la Provincia dictaminó el 25 de mayo de 1856 la Constitución provincial. Fue remitida al Congreso Federal, quien la aprobó con ligeras aceptaciones en agosto del mismo año, haciendo lo mismo la Asamblea Constituyente de Santa Fe el 22 del mismo mes. El 24 de agosto de 1856 fue jurada por López y todos los habitantes de los cuatro departamentos de Santa Fe.
Esta Constitución constaba de 66 artículos, ordenados en 10 capítulos, precedidos de un preámbulo. En esta, se dicta que el Poder Legislativo estuviera constituido por una sola cámara de 16 diputados, correspondiendo 6 a La Capital, 6 al Departamento de Rosario, 2 al de San Gerónimo e igual número al de San José, y que, entre sus funciones, entre la de elegir el gobernador. Además, se establece que en todos los departamentos se establecieran municipalidades. El gobernador debe ser argentino nativo o por opción, pertenecer a la religión católica, con un mínimo de 30 años de edad y ejercicio de la ciudadanía, y "capital de $6.000 o una renta anual de $ 1.000". La duración en el cargo es de 3 años.

#### Reformas constitucionales
En 1863, una reforma dicta una mayor precisión en los derechos individuales, la elección de la cámara legislativa en proporción a la cantidad de habitantes y que un colegio de electores, elegidos popularmente, sean los que nombren al gobernador.
El 23 de marzo de 1872, durante la gobernación de Simón de Iriondo, se produce otra reforma. Se crea el cargo de vicegobernador, con la función de presidir el senado, y el Poder Legislativo se divide en dos cámaras: una de diputados, elegidos en cuanto a la proporción de habitantes, y otra de senadores, siendo dos por departamento. Además, se establece que las autoridades municipales estarán formadas por dos consejos: uno ejecutor y otro deliberante. Impone también la educación primaria obligatoria y gratuita y concede a los extranjeros el voto en las elecciones municipales.
En 1883 se produce otra reforma que, entre otros cambios, divide al territorio provincial en nueve departamentos, añadiendo a los cuatro primitivos los departamentos de San Javier, Las Colonias, lriondo, San Lorenzo y General López, y eliminó la designación de fiscal general, incluyéndolo en el Poder Judicial como fiscal de cámara y agentes fiscales, y en el Poder Ejecutivo como fiscal de Estado.
La reforma de 1890, con el objetivo de dar forma moderna al Estado y para que acompañara los cambios producidos en ella la estructura socioeconómica provincial, creó tres nuevos ministerios en la provincia: el de Gobierno y Culto, el de Hacienda y Obras Públicas, y el de Agricultura e Instrucción Pública. De este último pasó a depender el Consejo General de Educación. Además, se instituye por primera vez la Corte Suprema de Justicia como órgano superior de la magistratura provincial.

### Constitución de 1900
Se produce una nueva reforma y redacción del texto de la Carta Magna, basados en el crecimiento demográfico y sociopolítico diferenciado entre el norte y el sur de la provincia.
Como la Constitución de 1900 no conformaba a los sucesivos gobiernos, en julio de 1920 la Legislatura de la Provincia sancionaba la ley 2003, declarando necesaria la reforma de 145 de los 146 artículos del texto Constitucional vigente y del Preámbulo, con excepción del artículo 4. 

#### Reforma de 1907
Esta constitución fue reformada en 1907 con algunos cambios menores, pero pierde validez en 1921.

### Constitución de 1921

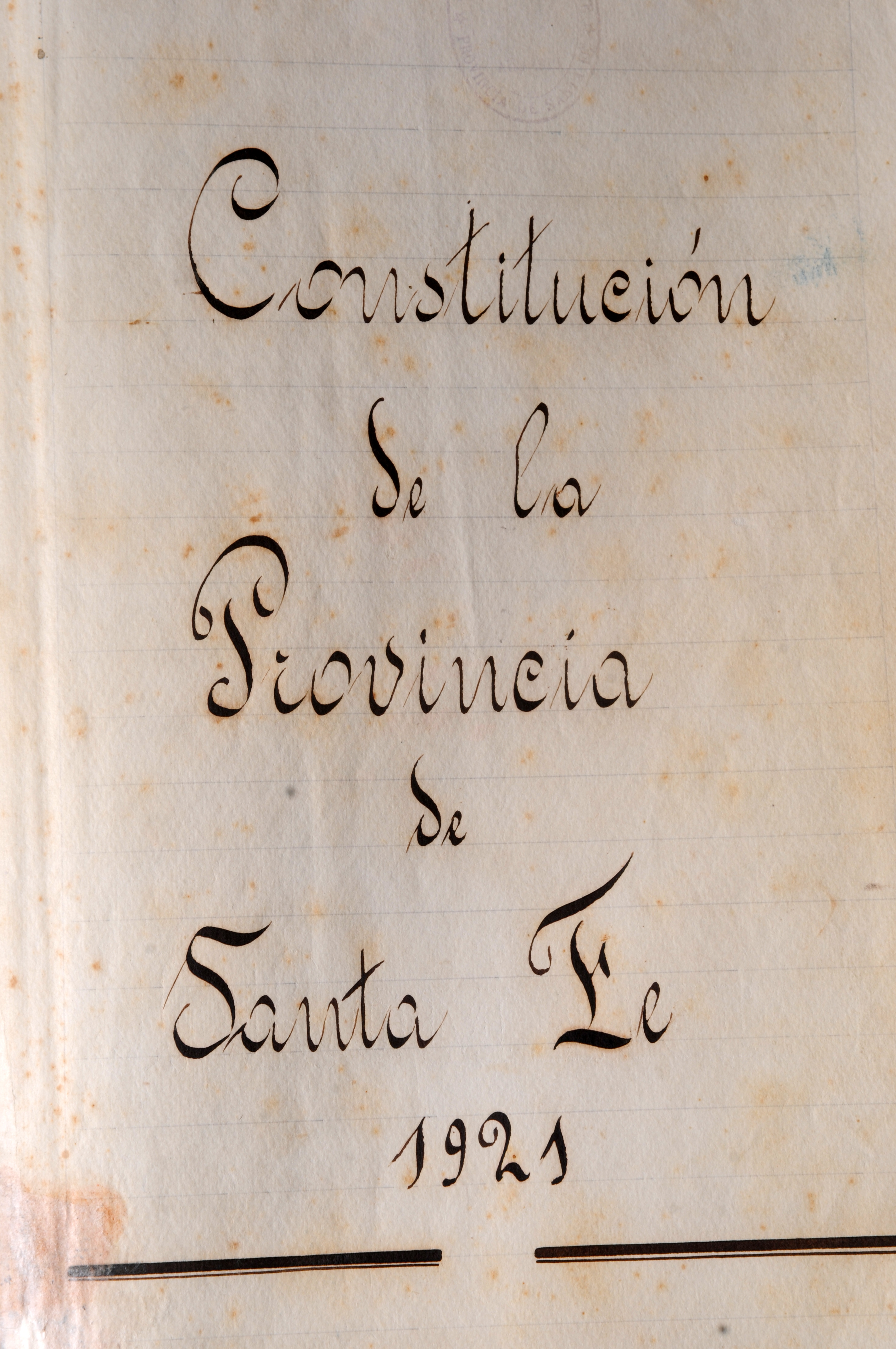
Tapa de un ejemplar de la Constitución de 1921

Como la Constitución de 1900 no conformaba a los sucesivos gobiernos, en julio de 1920 la Legislatura de la Provincia sancionaba la ley 2003, declarando necesaria la reforma de 145 de los 146 artículos del texto Constitucional vigente (del 1900 con las reformas del 1907) y del Preámbulo, con excepción del artículo 4. Esta reforma completa de la Constitución se debe a la situación de contraste entre el norte y el sur de la provincia. El desarrollo vertiginoso de las colonias agrícolas debido a la ola de inmigrantes que recibía Argentina en esos años, canalizaban su producción a través del puerto de Rosario, y formaron un gran polo económico e industrial. Mientras tanto, la mitad norte no se vio beneficiada de manera sustancial con la inmigración, manteniendo su característica de explotaciones ganaderas.
La Constitución de 1921 fue una de las reformas más progresistas de su época en Argentina, avanzada en Latinoamérica y adscripta al constitucionalismo social como lo fueron la Constitución de México de 1917 y la de Weimar de 1919. Consagró antes que la Constitución Nacional, los derechos de los trabajadores y de los más necesitados y garantizó la estabilidad del empleado público. Estableció las Bases de un Régimen Económico y del Trabajo de vanguardia: fijaba la jornada máxima de labor y el salario mínimo; destinaba una parte de la renta fiscal para la construcción de casas para obreros.
Por primera vez en la historia de la provincia esa Constitución propuso un estado laico con neutralidad religiosa del Estado pero con garantía y respeto por la libre profesión de todos los cultos. 
El 15 de marzo de 1921 empezaron las sesiones. Las discrepancias entre los congresales giraban fundamentalmente en torno del régimen electoral y la cuestión religiosa. Como el debate de la misma duró más de los 90 días establecidos por la ley 2.003, el gobernador Enrique Mosca la vetó por decreto, el 27 de agosto del mismo año. Recién fue en 1932 cuando el gobernador demócrata progresista Luciano Molinas la provincia adoptaría la Constitución del 21, pero tan solo duró tres años, a causa de la intervención federal ordenada por el gobierno de Agustín Justo.

### Reforma de 1949
El 16 de junio de 1946 asumió como gobernador de Santa Fe Waldino Suárez, abogado integrante del Partido Laborista, uno de los partidos que ayudó a fundar el peronismo, y más tarde sería disuelto para integrarse al Partido Peronista, en el 1947.
Después de las sesiones de la Convención Constituyente para reformar la Constitución Nacional en el 1949, y junto a esta se tenían que reformar las Constituciones provinciales, con el objetivo de adaptar el sistema institucional al nuevo orden político y social y a los principios, declaraciones, derechos y garantías consagrados en ella. El proyecto propuesto apunta "al régimen electoral; la elección directa de gobernador, vice y senadores nacionales; la inamovilidad de los jueces; y la consolidación de los municipios, organizándolos sobre bases que consulten los legítimos intereses de la población". Algunas de las reformas recuperan contenidos de la Constitución de 1921, como la de la descentralización del poder ejecutivo provincial y darle más autonomía a las comunas y municipios, y la jerarquización del rol de la legislatura.
La Asamblea Constituyente se inicia el 1 de julio de 1949, conformada por 60 convencionales, 43 peronistas y 17 radicales. El proyecto oficial es presentado el 12 de julio del mismo año, y constaba de un preámbulo y nueve secciones:
- La Sección Primera contenía tres capítulos que se titulaban: "Declaraciones generales, derechos, garantías y obligaciones", "Derechos del trabajador, de la familia, de la ancianidad, de la cultura y el niño", y "Función social de la propiedad, actividad económica y servicios públicos".
- La Sección Segunda trataba sobre la representación política.
- La Sección Tercera hablaba sobre el Poder Legislativo, la cámara de diputados, la cámara de senadores y demás atribuciones a los mismos.
- La Sección Cuarta se refiería al Poder Ejecutivo, de su naturaleza y duración, del tiempo y de la forma en que debe hacerse la elección del gobernador y vicegobernador, etc..
- La Sección Quinta trataba sobre la administración de la justicia.
- La Sección Sexta se refiería al juicio político.
- La Sección Séptima contenía un capítulo sobre el régimen municipal.
- La Sección Octava se titulaba "Educación e Intstrucción".
- La Sección Novena se refería a la reforma de la Constitución.[17]

El radicalismo, después de la presentación del proyecto oficial y de la aprobación del reglamento para la Asamblea, da a entender que "actuar en las comisiones para poner nuestro punto de vista sobre todos los problemas institucionales sobre las conquistas sociales, sobre las innovaciones en materia institucional, y sobre todo aquello que representa una aspiración popular y que el programa de nuestro partido compendia en su plataforma sancionada por la convención nacional en el transcurso del año 1948 [...] Ese era el motivo por el cual adelantamos que íbamos a ﬁrmar en disidencia los despachos respectivos, pero que deseábamos participar de las deliberaciones para que el pueblo de Santa Fe y el de toda la República conozca cuál es el pensamiento de nuestro partido". Después de esto, y de irregularidades que se produjeron durante la Asamblea, el radicalismo se retiró de la Convención. A su vez, la Iglesia católica apoyó la nueva Constitución y a los peronistas en sí, ya que tenía que "procurar el mayor bien de la Religión y de la patria".
Así, luego de rápidas sesiones, el 27 de agosto de 1949 el gobernador Waldino Suárez jura la Constitución frente a una multitudinaria concentración popular. El 8 de febrero de 1949 se produce la intervención federal, asumiendo las funciones de gobernador el coronel Dalmiro J. Adaro, pero no depone la Constitución recién elaborada. La misma dura hasta la derogación por proclama militar de las reformas constitucionales de 1949 por la dictadura militar autodenominada Revolución Libertadora.

## Reforma constitucional de 1962
La compleja situación política de los años 1900 hace que la UCRI se decida a adelantar el calendario electoral en las provincias que tenía más chances de ganar, como Santa Fe, San Luis y Catamarca. Estas elecciones se harán el 17 de diciembre de 1961 con el triunfo de la UCRI. Carlos Sylvestre Begnis era elegido gobernador.
Como uno de los compromisos de su campaña se hallaba el de reformar la constitución de 1900, vigente en aquellos años. En el año 1962, se le da especial atención a ello.
La Convención Reformadora se constituyó el 16 de enero de 1962 en la ciudad de Santa Fe, presidida por Héctor Gómez Machado, convencional de la UCRI, formándose en la primera sesión preparatoria una comisión redactora del reglamento definitivo de la Convención. El 17 de enero de 1962 continuó la sesión preparatoria y se dio lectura al proyecto de la comisión redactora del reglamento definitivo de la Convención, el cual se vota y es aprobado por unanimidad.
Los convencionales habían sido elegidos mediante la aplicación del sistema de mayorías: 36 para la UCRI y el resto, o sea, los otros 24 convencionales, fueron distribuidos entre las mínorias.
El 22 de enero de 1962 se inició la primera sesión ordinaria, en donde la UCRI presentó la mayoría de sus proyectos. La segunda sesión ordinaria se realizó el 6 de abril de 1962, en donde se presentaron los proyectos de las minorías. El 16 de enero de 1962 empezó a deliberar la Convención y el 29 de marzo del mismo año había sido derrocado el presidente de la Nación Arturo Frondizi.
En la segunda sesión, el bloque de constituyentes peronistas abandonaron la Convención, reclamando que no se podía implementar derechos, garantías y libertades que en el país "ya no existen", no sin antes presentar sus respectivos proyectos. Por eso, la UCRI se vio obligada a promover consensos políticos en el intento de evitar que otros bloques abandonaran la Convención. La tercera sesión del 9 de abril fue breve, poniendo a consideración los despachos de la comisión redactadora. La cuarta sesión del 10 de abril recibió el proyecto de la mayoría del UCRI. La quinta sesión el 11 de abril es donde se votó el proyecto, con 29 votos favorables, siendo ellos de la UCRI, y 3 votos en contra de la UCR; los bloques del Partido Demócrata Progresista (PDP), Partido del Trabajo y del Progreso (PTP) y Partido Demócrata Cristiano (PDC) votaros sus propios proyectos.
Guillermo Chiaraviglio, vicepresidente de la Convención, manifestó que había llegado una planilla con modificaciones al proyecto inicial, especialmente en el sistema legislativo y en el sistema de los gobiernos locales. El 12 de abril de 1962 continuó la sexta sesión ordinaria con el tratamiento de las modificaciones en particular, correspondientes a los principios, derecho, garantías y deberes. El 13 de abril se continuó con la séptima sesión con el tratamiento del régimen electoral, los poderes legislativo, ejecutivo y judicial, juicio político, régimen municipal, educación, reforma de la Constitución y disposiciones transitorias.
La mayoría de los artículos fueron aceptados y aprobados en una sola jornada. Entonces, así quedó sancionada la reforma de la Constitución de Santa Fe, con la última sesión que terminó el día 14 de abril a las 7:40 a. m..
El 14 de abril de 1962 a las 18:30 p.m., los integrantes de la Asamblea y el gobernador Carlos Sylvestre Begnis prestaron juramento a la reforma constitucional. Desde ese día, se puso en vigencia la nueva reforma de la constitución santafesina.
El 24 de abril de 1962, por decreto nacional N.º 3.534, se intervinieron las provincias de Catamarca, Corrientes, Chubut, Entre Ríos, Formosa, Jujuy, La Pampa, Mendoza, Misiones, Neuquén, San Juan, San Luis, Santa Cruz y Santa Fe. Se declaran nulos todos los comicios que se desarrollaron últimamente en esas provincias.
Pero, por el decreto N.º 4.430 del 16 de mayo de 1962, se declara que: "La nulidad de los comicios realizados el 17 de diciembre de 1961 en la provincia de Santa Fe no afecta a los electos como convencionales constituyentes". Por lo que la reforma de la constitución siguió vigente, hasta la actualidad.

### Constituyentes
Los integrantes de la Convención Constituyente fueron un total de sesenta, de los cuales se pueden nombrar parcialmente:
Presidente
- Héctor Gómez Machado

Vicepresidente 1º
- Guillermo Chiaraviglio

Secretario 1º
- Enrique J. M. Rojo

Secretario 2º
- Danilo H. Kilibarda

Constituyentes
| - Roberto Rosúa - Héctor Sandler - Clyde Barsotti de Altieri - Rafael Martínez Raimonda - Héctor García Solá | - Pedro Fernández - Miguel Salmen - Héctor Scotta - Eugenio Malaponte - Mario Migno | - Mario Iturraspe - Juan Carlos Paillet - Mirto Lisandro Viale - Jorge Viale - Fernando Viñals |

## La Constitución
El texto finalmente sancionado está compuesto de un preámbulo y 116 artículos, divididos en diez secciones. La Constitución de la Provincia de Santa Fe se inicia con el siguiente Preámbulo que enumera los fines generales de la Constitución:

### Preámbulo
Actualmente, el preámbulo de la Constitución de la provincia de Santa Fe es el siguiente:

Nos, los representantes del pueblo de la Provincia de Santa Fe, reunidos en Convención Constituyente con el objeto de organizar los poderes públicos y consolidar las instituciones democráticas y republicanas para asegurar los derechos fundamentales del hombre; mantener la paz interna; afianzar la justicia; estimular y dignificar el trabajo; proveer a la educación y la cultura; fomentar la cooperación y solidaridad sociales; promover el bienestar general; impulsar el desarrollo económico bajo el signo de la justicia social; afirmar la vigencia del federalismo y del régimen municipal; y garantir en todo el tiempo los beneficios de la libertad para todos los habitantes de la Provincia, invocando la protección de Dios, fuente de toda razón y justicia, sancionamos esta Constitución.

### Sección I:Principios, Derechos, Garantías y Deberes
La Sección Primera se titula Principios, Derechos, Garantías y Deberes, y consta de un total de 28 artículos. Se define la forma de gobierno conforme a los principios democráticos, representativo y republicano del país, se establece la religión como Católica Apostólica y Romana, y que el gobierno provincial tenga su sede en la Ciudad de Santa Fe, como consta en los artículos 1, 3 y 4 respectivamente.
Se afirma, en el artículo 6, que todo habitante de la provincia, nacionales o extranjeros, gozan de los mismos derechos y garantías que les reconocen la Constitución Nacional. El Estado reconoce a la persona humana su dignidad, libertad, igualdad, la defensa de sus derechos e intereses legítimos y la personalidad de cada uno, y todos los organismos están obligados a respetarla. El derecho de enseñar y aprender, a expresar y difundir libremente su pensamiento mediante la palabra oral o escrita, la libertad de prensa, la libertad de religión, el derecho a un oficio o profesión y el derecho de la propiedad privada son otros de los derechos garantizados en la Provincia. El ciudadano también tiene deberes hacia el Estado y la comunidad, entre las que entra las limitaciones de la ley, necesarias para asegurar el respeto de los derechos y libertades ajenas y satisfacer las justas exigencias de la moral y el orden público y del bienestar general.
La provincia promueve el desarrollo y la difusión de la cultura, la formación y defensa integral de la familia, la formación y sostenimiento de entidades privadas, el desarrollo e integración económicos de las diferentes zonas de su territorio, el ahorro popular en todas sus formas, la racional explotación de la tierra, el adelanto tecnológico de la actividad agropecuaria, la industrialización y comercialización de los productos regionales, el suelo de la degradación y erosión y resgauda la flora y la fauna autóctonas.

### Sección II:Régimen Electoral
La Sección Segunda se titula Régimen Electoral, y se trata de dos artículos, en la que se define como elector a todo ciudadano que haya alcanzado la edad de dieciocho años y se halla inscripto en el Registro Cívico Provincial, siendo su voto personal, igual, libre, secreto y obligatorio, como se espicífica en el artículo 29.º. Y el artículo 30.º dice que cualquier ciudadano pueden tener acceso a los cargos electivos en condiciones de igualdad.

### Sección III:Poder Legislativo
La Sección Tercera se titula Poder Legislativo, y está dividida en cinco capítulos, y contiene 31 artículos. El primer artículo de esta sección, el 31.º, no está dentro de ningún capítulo, donde se define que el Poder Legislativo es ejercido por la Legislatura, que está dividida en dos Cámaras: la Cámara de Senadores y la Cámara de Diputados. Estas se reunirán en Asamblea Legislativa solamente en los casos y para los fines previstos por esta Constitución.
Capítulo ICámara de Diputados
Los cuatro artículos que componen este capítulo se refieren a la composición de la Cámara de Diputados, siendo esta de cincuenta miembros elegidos directamente por el pueblo, formando al efecto la Provincia un solo distrito, correspondiendo veintiocho diputados al partido que obtenga mayor número de votos y veintidós a los demás partidos, en proporción de los sufragios que hubieren logrado; la eligibilidad para el cargo, teniendo que ser ciudadanos argentinos que tengan veintidós años de edad o más, y dos años de residencia inmediata en la Provincia y en el departamento; la duración del cargo, de cuatro años en el ejercicio de sus funciones y siendo reelegibles; y la elección del presidente de la cámara, que debe ser anualmente y entre los miembros de la misma.
Capítulo IICámara de Senadores
Este capítulo tiene también cuatro artículos. La Cámara debe estar compuesta de un senador por cada departamento de la Provincia, elegido directamente por el pueblo, siendo elegibles para el cargo los ciudadanos argentinos que tengan, por lo menos, treinta años de edad y dos años de residencia inmediata en el departamento. La duración del mismo son de cuatro años en el ejercicio de sus funciones, siendo reelegibles, y es presidida es presidida por el vicegobernador, teniendo voto solo en caso de empate, y, en caso de ausencia, enfermedad, renuncia, muerte, inhabilidad física o mental sobreviniente de carácter permanente, destitución o suspensión del mismo, o cuando se halle en ejercicio del Poder Ejecutivo, por un presidente provisional que elige anualmente de su seno.
Capítulo IIINormas comunes a ambas Cámaras
Las secciones ordinarias son entre el 1 de mayo hasta el 31 de octubre, a menos que se aplique una prórroga. Las decisiones de las Cámaras son válidas si está presente la mitad más uno de sus miembros y son adoptadas por la mayoría de los presentes. Y entre sus derechos están las de designar comisiones con propósitos de información e investigación sobre materias o asuntos de interés público, emprimir con arresto que no exceda de treinta días a toda persona extraña al cuerpo que viole sus privilegios o altere el orden en sus sesiones y corregir o excluir a cualquiera de sus miembros con el voto de las dos terceras partes de la correspondiente cámara.
Capítulo IVAtribuciones del Poder Legislativo
A la Atribuciones del Poder Legislativo le corresponden el recibir el juramento del gobernador y del vicegobernador y resolver en caso de empate en la elección de los mismos, entre otras. Y a la Legislatura se te atribuye el elegir senadores al Congreso de la Nación, establecer la división política de la Provincia, dictar las leyes de organización y procedimientos judiciales, organizar el régimen municipal y comunal, entre otras atribuciones.
Capítulo VFormación y sanción de las Leyes
Los proyecto de leyes pueden nacer en cualquiera de las dos Cámaras, y una vez votada y aprobada en esta, tiene que pasar a la otra Cámara y ser votada y aprobada, para pasar al Poder Ejecutivo y este analizarla y, si no la devuelve con observaciones dentro de los diez días hábiles, se considera aprobada como ley, siendo estas obligatorias luego de su publicación.

### Sección IV:Poder Ejecutivo
La Sección Cuarta se titula Poder Ejecutivo, y en ella se encuentran seis capítulos y 21 artículos.
Capítulo IOrganización
El gobernador y el vicegobernador son los que ejercen el Poder Ejecutivo en la Provincia. Para ser elegido gobernador o vicegobernador se requiere ser ciudadano argentino nativo o hijo de ciudadano nativo si hubiere nacido en país extranjero y tener, por lo menos, treinta años de edad y dos años de residencia inmediata en la Provincia si no hubiere nacido en esta, mientras que duran cuatro años en el cargo y son elegibles solo si se encuentra un intervalo de un período de por medio. Los mismos residen en la capital de la Provincia
Capítulo IIElección de Gobernador y Vicegobernador
El gobernador y vicegobernador son elegidos directamente por el pueblo de la Provincia, a simple pluralidad de sufragios.
Capítulo IIIAtribuciones del Poder Ejecutivo
El gobernador de la Provincia representa a la Provincia en sus relaciones con la Nación y con las demás provincias, nombra y remueve a los ministros, funcionarios y empleados de la Provincia, con arreglo a la Constitución y a las leyes, presenta a la Legislatura, antes del 30 de septiembre de cada año, el proyecto de presupuesto general de gastos y cálculo de recursos de la Provincia y de las entidades autárquicas, hace recaudar y dispone la inversión de los recursos de la Provincia y dispone de las fuerzas policiales y presta su auxilio a la Legislatura, a los tribunales de justicia y a los funcionarios provinciales, municipales o comunales, entre otras funciones.
Capítulo IVMinistros del Poder Ejecutivo
El despacho de los asuntos que incumben al Poder Ejecutivo está a cargo de ministros designados por el gobernador, requiriendo las mismas calidades que para ser diputado y las mismas incompatibilidades de los legisladores, y, dentro de los treinta días posteriores a la apertura de las sesiones ordinarias de la Legislatura, los ministros deben presentar a esta una memoria detallada del estado de la administración de los asuntos de sus respectivos ministerios.
Capítulo VTribunal de Cuentas
Un Tribunal de Cuentas tiene a su cargo aprobar o desaprobar la percepción e inversión de caudales públicos y declarar las responsabilidades que resulten. Son nombrados por el Poder Ejecutivo con acuerdo de la Asamblea Legislativa y duran seis años en el cargo.
Capítulo VIFiscal de Estado
El Fiscal de Estado es el asesor legal del Poder Ejecutivo, tiene a su cargo la defensa de los intereses de la Provincia ante los tribunales de justicia. Es designado por el Poder Ejecutivo con acuerdo de la Asamblea Legislativa y ejerce sus funciones durante el período del gobernador que lo ha designado, sin perjuicio de ser renombrado, es inamovible y puede ser removido solo según las normas del juicio político.

### Sección V:Poder Judicial
La Sección Quinta se titula Poder Judicial, y se incluyen en el 16 artículos. El Poder Judicial de la provincia lo ejercen una Corte Suprema de Justicia, compuesta de cinco ministros como mínimo y de un procurador general; las cámaras de apelación, los jueces de primera instancia y demás tribunales y jueces que establezca la ley. La Corte Suprema representa al Poder Judicial de la Provincia y dicta los reglamentos y disposiciones que conduzcen la función judicial, entre otras funciones.

### Sección VI:Juicio Político
La Sección Sexta se titula Juicio Político, y contiene ocho artículos, del 98.º al 105.º, en el que se declara que pueden ser sometidos a juicio político el gobernador y sus sustitutos legales en ejercicio del Poder Ejecutivo, los ministros de este, el Fiscal de Estado, los miembros de la Corte Suprema de Justicia y los del Tribunal de Cuentas, correspondiendo a la Cámara de Senadores juzgar a los acusados por la Cámara de Diputados, con el voto de las dos terceras partes de los miembros presentes de cada Cámara.

### Sección VII:Régimen Municipal
La Sección Séptima se titula Régimen Municipal, contando con tres artículos. En el artículo 106.º, se define a una municipio a una población con más de diez mil habitantes, y a una comuna como una con menor cantidad que la del municipio. Queda determinado la forma de gobierno de un intendente, elegido directamente por el pueblo y por un período de cuatro años, y un Concejo Municipal, elegido de la misma manera, con representación minoritaria, y renovado bianualmente por mitades, para los municipios, y de una Comisión Comunal, elegida directamente por el cuerpo electoral respectivo, y renovada cada dos años en su totalidad, en las comunas, según lo dictado en el artículo 107.º.
En el 108.º, se establece que cualquier comuna y municipio puede ser intervenido por ley o por decisiión del Poder Legislativo. Si esta orden proviene del Poder Ejecutivo, el legislativo investigara las bases de la misma y decidirá si aprobar la intervención o no.

### Sección VIII:Educación
La Sección Octava se titula Educación, y reúne cinco artículos, desde el 109.º al 113.º. El artículo 109.º dice que la provincia debe proveer al establecimiento de un sistema de educación preescolar y elemental y puede organizar y proteger también la enseñanza secundaria, técnica y superior. En el siguiente artículo define que padres de familia e instituciones privadas pueden crear escuelas, según en las condiciones que determine la ley. Y en el último de los cinco artículos, el 113.º, se precisa que la provincia debe destinar recursos suficientes para el sostenimiento, difusión y mejoramiento de los establecimientos educativos del Estado.

### Sección IX:Reforma de la Constitución
La Sección Novena se titula Reforma de la Constitución, y consta de dos artículos, el 114.º y 115.º, en lo que se da a entender que esta Constitución no puede ser reformada sino en virtud de una ley especial, sancionada con el voto de las dos terceras partes de los miembros de cada Cámara, que declare la necesidad de la reforma, y, en caso de una reforma, esta debe ser tratada por una Convención compuesta por diputados elegidos por el pueblo, entre otras disposiciones.

### Sección X:Disposiciones Transitorias
La Sección Décima se titula Disposiciones Transitorias, y tiene solo un artículo, el 116.º, en el que se describen los pasos a seguir en las elecciones siguientes a la jura de esta Constitución.

## Reforma de la Constitución Provincial
Actualmente, está en discusión una posible reforma de la constitución provincial de 1962. Durante su mandato como gobernador de Santa Fe, el socialista Antonio Bonfatti, se mostró comprometido con el tema, aunque aclaró que "no planteamos ni ponemos ningún plazo". Eduardo Di Pollina, dirigente socialista, estableció que “La reforma de la Constitución es prioritaria”.
Sin embargo, desde el seno de la UCR, se le bloqueó y terminó con el proyecto del gobernador con su intento de reforma de la Constitución provincial, cuando él había empezado a realizar reuniones entre los partidos para sumar la masa crítica necesaria. También la resistencia llegó desde la oposición, siendo este el Partido Justicialista (PJ), aclarando que "La reforma de la Constitución no coincide con la demanda social". El intendente de Venado Tuerto, José Luis Freyre, presidente del Partido Justicialista de la Provincia de Santa Fe, dijo que “Hemos considerado inoportuno debatir la reforma de la Constitución Provincial” luego de una reunión entre diputados, intendentes y otros justicialistas de la provincia.
En el año 2016 el gobernador Miguel Lifschitz lanzó un proceso de participación ciudadana denominado Bases para la Reforma, insistiendo en la necesidad de reformar la Constitución de Santa Fe vigente, para plasmar en su texto los avances institucionales y el reconocimiento de nuevos derechos y garantías producidos en los últimos cincuenta años. Bases para la reforma convoca a expertos constitucionalistas, sociedad civil y actores políticos, en distintas instancias de participación como el Consejo Económico y Social, los Foros Sociales, las Mesas de Autoridades Locales y una plataforma digital de participación ciudadana.